# Qāshqā Bolāgh-e Soflá
Qāshqā Bolāgh-e Soflá (persiska: قاشقا بلاغ سفلی, قاشقا بُلاغِ سُفلَى) är en ort i Iran.   Den ligger i provinsen Västazarbaijan, i den nordvästra delen av landet, 700 km nordväst om huvudstaden Teheran. Qāshqā Bolāgh-e Soflá ligger 2 323 meter över havet och antalet invånare är 122.
Terrängen runt Qāshqā Bolāgh-e Soflá är lite bergig. Runt Qāshqā Bolāgh-e Soflá är det ganska glesbefolkat, med 39 invånare per kvadratkilometer. Närmaste större samhälle är Seyah Cheshmeh, 8,4 km öster om Qāshqā Bolāgh-e Soflá. Trakten runt Qāshqā Bolāgh-e Soflá består i huvudsak av gräsmarker.